# Temporada da NFL de 2022
A Temporada da NFL de 2022 foi a 103ª temporada regular da National Football League (NFL), a principal liga profissional de futebol americano dos Estados Unidos. A temporada começou em 8 de setembro de 2022, com o Los Angeles Rams, o time campeão da temporada anterior, enfrentando o Buffalo Bills. A temporada se encerrou no Super Bowl LVII, a grande final da liga, em 12 de fevereiro de 2023, no State Farm Stadium, em Glendale, Arizona, onde o Kansas City Chiefs se consagrou campeão pela terceira vez na história da franquia.
Essa foi a primeira temporada que o Washington Commanders (antigo Redskins) jogou com seu novo nome.

## Mudança nas regras
O Comitê de Diversidade, Equidade e Inclusão da NFL anunciou as seguintes mudanças de política em 28 de março:
- Todas as equipes serão obrigadas a ter um assistente ofensivo feminino ou minoritário na equipe para a temporada de 2022.
- A "Regra Rooney" foi expandida para incluir mulheres, independentemente de sua origem racial ou étnica.

As seguintes mudanças nas regras foram aprovadas na reunião de donos da NFL em 28 de março:
- Apenas na pós-temporada, ambas as equipes têm uma posse de bola garantida na prorrogação, mesmo que o primeiro time com posse de bola marque um touchdown. Essa mudança foi feita em resposta a vários jogos recentes de playoffs em que o primeiro time a possuir a bola na prorrogação marcou um touchdown e o outro time não teve chance de responder.
- É feito permanente uma mudança de regra experimental em 2021 para limitar a equipe receptora nos kickoffs a não mais que nove jogadores na "zona de configuração" (a área entre 10 e 25 jardas do ponto de kickoff).

As seguintes mudanças no gerenciamento de listas foram feitas em 25 de maio:
- Jogadores na reserva de machucados ("injured reserve", ou IR) são elegíveis para retornar ao elenco após perder quatro jogos. Isso é acima do requisito temporário de três jogos em vigor durante as temporadas de 2020 e 2021 para explicar o impacto do COVID-19 nas listas, mas abaixo dos oito jogos exigidos antes de 2020.
- As equipes podem permitir que até oito jogadores retornem da reserva de machucados (IR) ao elenco ativo por temporada. Este limite era anteriormente de dois jogadores antes de 2020, mas o limite foi removido temporariamente para 2020 e 2021. Um jogador pode retornar da reserva de machucados várias vezes em uma única temporada, mas cada retorno conta na alocação de oito.
- Equipes de treinamento (Practice squad) têm 16 jogadores. O aumento temporário de 12 para 16 jogadores originalmente introduzido em 2020 tornou-se permanente.
- As equipes podem continuar a elevar até dois jogadores do time de treino para a lista do dia do jogo para cada jogo. Um jogador de time de treino pode ser promovido até três vezes por temporada antes que o time seja obrigado a contratá-lo para a lista ativa (acima do limite anterior de dois jogos).

## Classificação
V = Vitórias, D = Derrotas, E = Empates, PCT = porcentagem de vitórias, PF= Pontos feitos, PS = Pontos sofridos
Classificados para os playoffs estão marcados em verde
| AFC Leste            |    |    |   |       |     |     |
| Time                 | V  | D  | E | PCT   | PF  | PS  |
| Buffalo Bills        | 13 | 3  | 0 | 81,3% | 455 | 286 |
| Miami Dolphins       | 9  | 8  | 0 | 52,9% | 397 | 399 |
| New England Patriots | 8  | 9  | 0 | 47,1% | 364 | 347 |
| New York Jets        | 7  | 10 | 0 | 41,2% | 296 | 316 |
| AFC Norte            |    |    |   |       |     |     |
| Time                 | V  | D  | E | PCT   | PF  | PS  |
| Cincinnati Bengals   | 12 | 4  | 0 | 75%   | 418 | 322 |
| Baltimore Ravens     | 10 | 7  | 0 | 58,8% | 350 | 315 |
| Pittsburgh Steelers  | 9  | 8  | 0 | 52,9% | 308 | 346 |
| Cleveland Browns     | 7  | 10 | 0 | 41,2% | 361 | 381 |
| AFC Sul              |    |    |   |       |     |     |
| Time                 | V  | D  | E | PCT   | PF  | PS  |
| Jacksonville Jaguars | 9  | 8  | 0 | 52,9% | 404 | 350 |
| Tennessee Titans     | 7  | 10 | 0 | 41,2% | 298 | 359 |
| Indianapolis Colts   | 4  | 12 | 1 | 26,5% | 289 | 427 |
| Houston Texans       | 3  | 13 | 1 | 20,6% | 289 | 420 |
| AFC Oeste            |    |    |   |       |     |     |
| Time                 | V  | D  | E | PCT   | PF  | PS  |
| Kansas City Chiefs   | 14 | 3  | 0 | 82,4% | 465 | 356 |
| Los Angeles Chargers | 10 | 7  | 0 | 58,8% | 391 | 384 |
| Las Vegas Raiders    | 6  | 11 | 0 | 35,3% | 395 | 418 |
| Denver Broncos       | 5  | 12 | 0 | 29,4% | 287 | 359 |

| NFC Leste             |    |    |   |       |     |     |
| Time                  | V  | D  | E | PCT   | PF  | PS  |
| Philadelphia Eagles   | 14 | 3  | 0 | 82,4% | 477 | 344 |
| Dallas Cowboys        | 12 | 5  | 0 | 70,6% | 467 | 342 |
| New York Giants       | 9  | 7  | 1 | 55,9% | 365 | 371 |
| Washington Commanders | 8  | 8  | 1 | 50%   | 321 | 343 |
| NFC Norte             |    |    |   |       |     |     |
| Time                  | V  | D  | E | PCT   | PF  | PS  |
| Minnesota Vikings     | 13 | 4  | 0 | 76,5% | 424 | 427 |
| Detroit Lions         | 9  | 8  | 0 | 52,9% | 453 | 427 |
| Green Bay Packers     | 8  | 9  | 0 | 47,1% | 370 | 371 |
| Chicago Bears         | 3  | 14 | 0 | 17,6% | 326 | 463 |
| NFC Sul               |    |    |   |       |     |     |
| Time                  | V  | D  | E | PCT   | PF  | PS  |
| Tampa Bay Buccaneers  | 8  | 9  | 0 | 47,1% | 313 | 358 |
| Carolina Panthers     | 7  | 10 | 0 | 41,2% | 347 | 374 |
| New Orleans Saints    | 7  | 10 | 0 | 41,2% | 330 | 345 |
| Atlanta Falcons       | 7  | 10 | 0 | 41,2% | 365 | 386 |
| NFC Oeste             |    |    |   |       |     |     |
| Time                  | V  | D  | E | PCT   | PF  | PS  |
| San Francisco 49ers   | 13 | 4  | 0 | 76,5% | 450 | 277 |
| Seattle Seahawks      | 9  | 8  | 0 | 52,9% | 407 | 401 |
| Los Angeles Rams      | 5  | 12 | 0 | 29,4% | 307 | 384 |
| Arizona Cardinals     | 4  | 13 | 0 | 23,5% | 340 | 449 |

## Pós-temporada
Os playoffs da temporada de 2022 começaram com a rodada de repescagem (wild card), com três partidas por conferência. A semana de repescagem aconteceu entre 14 e 16 de janeiro de 2023. Já os playoffs de divisão aconteceram entre 21 e 22 de janeiro, onde os dois melhores times da conferência pegaram os dois times de pior campanha que conseguiram se classificar para os playoffs e os dois times remanescentes se enfrentando. O vencedor destas partidas avançaram para as Finais de Conferência que aconteceram em 29 de janeiro. O Super Bowl LVII, a grande final, ocorreu em 12 de fevereiro, no State Farm Stadium, em Glendale, Arizona, terminando com o Kansas City Chiefs se consagrando campeão pela terceira vezes em sua história.
| Tabela dos Playoffs |                                                |                                                 |
| Posição             | AFC                                            | NFC                                             |
| 1                   | Kansas City Chiefs (Vencedor da divisão Oeste) | Philadelphia Eagles (Vencedor da divisão Leste) |
| 2                   | Buffalo Bills (Vencedor da divisão Leste)      | San Francisco 49ers (Vencedor da divisão Oeste) |
| 3                   | Cincinnati Bengals (Vencedor da divisão Norte) | Minnesota Vikings (Vencedor da divisão Norte)   |
| 4                   | Jacksonville Jaguars (Vencedor da divisão Sul) | Tampa Bay Buccaneers (Vencedor da divisão Sul)  |
| 5                   | Los Angeles Chargers                           | Dallas Cowboys                                  |
| 6                   | Baltimore Ravens                               | New York Giants                                 |
| 7                   | Miami Dolphins                                 | Seattle Seahawks                                |

### Playoffs
|  |                                       |                                       |                                       |                                |                                |                                  |                                         |                                      |                                      |    |  |  |  |  |  |  |  |  |
|  | 15 de janeiro – Paycor Stadium        | 15 de janeiro – Paycor Stadium        | 15 de janeiro – Paycor Stadium        |                                |                                | 22 de janeiro – Highmark Stadium | 22 de janeiro – Highmark Stadium        | 22 de janeiro – Highmark Stadium     |                                      |    |  |  |  |  |  |  |  |  |
|  | 6                                     | Baltimore                             | 17                                    |                                |                                | 22 de janeiro – Highmark Stadium | 22 de janeiro – Highmark Stadium        | 22 de janeiro – Highmark Stadium     |                                      |    |  |  |  |  |  |  |  |  |
|  | 6                                     | Baltimore                             | 17                                    |                                |                                | 22 de janeiro – Highmark Stadium | 22 de janeiro – Highmark Stadium        | 22 de janeiro – Highmark Stadium     |                                      |    |  |  |  |  |  |  |  |  |
|  | 3                                     | Cincinnati                            | 24                                    |                                |                                | 22 de janeiro – Highmark Stadium | 22 de janeiro – Highmark Stadium        | 22 de janeiro – Highmark Stadium     |                                      |    |  |  |  |  |  |  |  |  |
|  | 3                                     | Cincinnati                            | 24                                    | 3                              | Cincinnati                     | 27                               |                                         |                                      |                                      |    |  |  |  |  |  |  |  |  |
|  |                                       |                                       |                                       | 3                              | Cincinnati                     | 27                               | 29 de janeiro – Arrowhead Stadium       |                                      |                                      |    |  |  |  |  |  |  |  |  |
|  | 15 de janeiro – Highmark Stadium      | 15 de janeiro – Highmark Stadium      | 15 de janeiro – Highmark Stadium      |                                | 2                              | Buffalo                          | 10                                      |                                      |                                      |    |  |  |  |  |  |  |  |  |
|  | 15 de janeiro – Highmark Stadium      | 15 de janeiro – Highmark Stadium      | 15 de janeiro – Highmark Stadium      |                                | 2                              | Buffalo                          | 10                                      |                                      |                                      |    |  |  |  |  |  |  |  |  |
|  | 15 de janeiro – Highmark Stadium      | 15 de janeiro – Highmark Stadium      | 15 de janeiro – Highmark Stadium      | AFC                            |                                |                                  |                                         |                                      |                                      |    |  |  |  |  |  |  |  |  |
|  | 7                                     | Miami                                 | 31                                    | 3                              | Cincinnati                     | 20                               |                                         |                                      |                                      |    |  |  |  |  |  |  |  |  |
|  | 7                                     | Miami                                 | 31                                    | 3                              | Cincinnati                     | 20                               | 21 de janeiro – Arrowhead Stadium       |                                      |                                      |    |  |  |  |  |  |  |  |  |
|  | 2                                     | Buffalo                               | 34                                    |                                |                                | 1                                | Kansas City                             | 23                                   |                                      |    |  |  |  |  |  |  |  |  |
|  | 2                                     | Buffalo                               | 34                                    |                                |                                | 1                                | Kansas City                             | 23                                   |                                      |    |  |  |  |  |  |  |  |  |
|  |                                       |                                       |                                       | Campeão da AFC                 |                                |                                  |                                         |                                      |                                      |    |  |  |  |  |  |  |  |  |
|  | 14 de janeiro – TIAA Bank Field       | 14 de janeiro – TIAA Bank Field       | 14 de janeiro – TIAA Bank Field       | 4                              | Jacksonville                   | 20                               |                                         |                                      |                                      |    |  |  |  |  |  |  |  |  |
|  | 14 de janeiro – TIAA Bank Field       | 14 de janeiro – TIAA Bank Field       | 14 de janeiro – TIAA Bank Field       | 4                              | Jacksonville                   | 20                               |                                         |                                      |                                      |    |  |  |  |  |  |  |  |  |
|  | 14 de janeiro – TIAA Bank Field       | 14 de janeiro – TIAA Bank Field       | 14 de janeiro – TIAA Bank Field       | 1                              | Kansas City                    | 27                               |                                         |                                      |                                      |    |  |  |  |  |  |  |  |  |
|  | 5                                     | LA Chargers                           | 30                                    | 1                              | Kansas City                    | 27                               |                                         |                                      |                                      |    |  |  |  |  |  |  |  |  |
|  | 5                                     | LA Chargers                           | 30                                    | Playoffs de Divisão            | Playoffs de Divisão            | Playoffs de Divisão              | 12 de fevereiro – State Farm Stadium    | 12 de fevereiro – State Farm Stadium | 12 de fevereiro – State Farm Stadium |    |  |  |  |  |  |  |  |  |
|  | 4                                     | Jacksonville                          | 31                                    | Playoffs de Divisão            | Playoffs de Divisão            | Playoffs de Divisão              | 12 de fevereiro – State Farm Stadium    | 12 de fevereiro – State Farm Stadium | 12 de fevereiro – State Farm Stadium |    |  |  |  |  |  |  |  |  |
|  | 4                                     | Jacksonville                          | 31                                    | Playoffs de Divisão            | Playoffs de Divisão            | Playoffs de Divisão              | 12 de fevereiro – State Farm Stadium    | 12 de fevereiro – State Farm Stadium | 12 de fevereiro – State Farm Stadium |    |  |  |  |  |  |  |  |  |
|  | Playoffs de Wild Card                 |                                       |                                       | Playoffs de Divisão            | Playoffs de Divisão            | Playoffs de Divisão              | 12 de fevereiro – State Farm Stadium    | 12 de fevereiro – State Farm Stadium | 12 de fevereiro – State Farm Stadium |    |  |  |  |  |  |  |  |  |
|  | A1                                    | Kansas City                           | 38                                    | Playoffs de Divisão            | Playoffs de Divisão            | Playoffs de Divisão              |                                         |                                      |                                      |    |  |  |  |  |  |  |  |  |
|  | A1                                    | Kansas City                           | 38                                    | Playoffs de Divisão            | Playoffs de Divisão            | Playoffs de Divisão              |                                         |                                      |                                      |    |  |  |  |  |  |  |  |  |
|  | 16 de janeiro – Raymond James Stadium | 16 de janeiro – Raymond James Stadium | 16 de janeiro – Raymond James Stadium | 22 de janeiro – Levi's Stadium | 22 de janeiro – Levi's Stadium | 22 de janeiro – Levi's Stadium   |                                         | N1                                   | Philadelphia                         | 35 |  |  |  |  |  |  |  |  |
|  | 16 de janeiro – Raymond James Stadium | 16 de janeiro – Raymond James Stadium | 16 de janeiro – Raymond James Stadium | 22 de janeiro – Levi's Stadium | 22 de janeiro – Levi's Stadium | 22 de janeiro – Levi's Stadium   |                                         | N1                                   | Philadelphia                         | 35 |  |  |  |  |  |  |  |  |
|  | 16 de janeiro – Raymond James Stadium | 16 de janeiro – Raymond James Stadium | 16 de janeiro – Raymond James Stadium | 22 de janeiro – Levi's Stadium | 22 de janeiro – Levi's Stadium | 22 de janeiro – Levi's Stadium   | Super Bowl LVII                         |                                      |                                      |    |  |  |  |  |  |  |  |  |
|  | 5                                     | Dallas                                | 31                                    | 22 de janeiro – Levi's Stadium | 22 de janeiro – Levi's Stadium | 22 de janeiro – Levi's Stadium   |                                         |                                      |                                      |    |  |  |  |  |  |  |  |  |
|  | 5                                     | Dallas                                | 31                                    | 22 de janeiro – Levi's Stadium | 22 de janeiro – Levi's Stadium | 22 de janeiro – Levi's Stadium   |                                         |                                      |                                      |    |  |  |  |  |  |  |  |  |
|  | 4                                     | Tampa Bay                             | 14                                    | 22 de janeiro – Levi's Stadium | 22 de janeiro – Levi's Stadium | 22 de janeiro – Levi's Stadium   |                                         |                                      |                                      |    |  |  |  |  |  |  |  |  |
|  | 4                                     | Tampa Bay                             | 14                                    | 5                              | Dallas                         | 12                               |                                         |                                      |                                      |    |  |  |  |  |  |  |  |  |
|  |                                       |                                       |                                       | 5                              | Dallas                         | 12                               | 29 de janeiro – Lincoln Financial Field |                                      |                                      |    |  |  |  |  |  |  |  |  |
|  | 14 de janeiro – Levi's Stadium        | 14 de janeiro – Levi's Stadium        | 14 de janeiro – Levi's Stadium        |                                | 2                              | San Francisco                    | 19                                      |                                      |                                      |    |  |  |  |  |  |  |  |  |
|  | 14 de janeiro – Levi's Stadium        | 14 de janeiro – Levi's Stadium        | 14 de janeiro – Levi's Stadium        |                                | 2                              | San Francisco                    | 19                                      |                                      |                                      |    |  |  |  |  |  |  |  |  |
|  | 14 de janeiro – Levi's Stadium        | 14 de janeiro – Levi's Stadium        | 14 de janeiro – Levi's Stadium        | NFC                            |                                |                                  |                                         |                                      |                                      |    |  |  |  |  |  |  |  |  |
|  | 7                                     | Seattle                               | 23                                    | 2                              | San Francisco                  | 7                                |                                         |                                      |                                      |    |  |  |  |  |  |  |  |  |
|  | 7                                     | Seattle                               | 23                                    | 2                              | San Francisco                  | 7                                | 21 de janeiro – Lincoln Financial Field |                                      |                                      |    |  |  |  |  |  |  |  |  |
|  | 2                                     | San Francisco                         | 41                                    |                                |                                | 1                                | Philadelphia                            | 31                                   |                                      |    |  |  |  |  |  |  |  |  |
|  | 2                                     | San Francisco                         | 41                                    |                                |                                | 1                                | Philadelphia                            | 31                                   |                                      |    |  |  |  |  |  |  |  |  |
|  |                                       |                                       |                                       | Campeão da NFC                 |                                |                                  |                                         |                                      |                                      |    |  |  |  |  |  |  |  |  |
|  | 15 de janeiro – U.S. Bank Stadium     | 15 de janeiro – U.S. Bank Stadium     | 15 de janeiro – U.S. Bank Stadium     | 6                              | NY Giants                      | 7                                |                                         |                                      |                                      |    |  |  |  |  |  |  |  |  |
|  | 15 de janeiro – U.S. Bank Stadium     | 15 de janeiro – U.S. Bank Stadium     | 15 de janeiro – U.S. Bank Stadium     | 6                              | NY Giants                      | 7                                |                                         |                                      |                                      |    |  |  |  |  |  |  |  |  |
|  | 15 de janeiro – U.S. Bank Stadium     | 15 de janeiro – U.S. Bank Stadium     | 15 de janeiro – U.S. Bank Stadium     | 1                              | Philadelphia                   | 38                               |                                         |                                      |                                      |    |  |  |  |  |  |  |  |  |
|  | 6                                     | NY Giants                             | 31                                    | 1                              | Philadelphia                   | 38                               |                                         |                                      |                                      |    |  |  |  |  |  |  |  |  |
|  | 6                                     | NY Giants                             | 31                                    |                                |                                |                                  |                                         |                                      |                                      |    |  |  |  |  |  |  |  |  |
|  | 3                                     | Minnesota                             | 24                                    |                                |                                |                                  |                                         |                                      |                                      |    |  |  |  |  |  |  |  |  |
|  | 3                                     | Minnesota                             | 24                                    |                                |                                |                                  |                                         |                                      |                                      |    |  |  |  |  |  |  |  |  |

## Prêmios

### Individuais da temporada
A 12ª cerimônia anual da NFL Honors, contemplando os melhores jogadores e jogadas da temporada de 2022, aconteceu em 10 de fevereiro de 2022 no YouTube Theater em Inglewood, Califórnia.
| Prêmio                             | Vencedor         | Posição | Time                |
| ---------------------------------- | ---------------- | ------- | ------------------- |
| AP Most Valuable Player (MVP)      | Patrick Mahomes  | QB      | Kansas City Chiefs  |
| AP Jogador de Ataque do Ano        | Justin Jefferson | WR      | Minnesota Vikings   |
| AP Jogador de Defesa do Ano        | Nick Bosa        | DE      | San Francisco 49ers |
| AP Treinador do Ano                | Brian Daboll     | HC      | New York Giants     |
| AP Treinador Assistente do Ano     | DeMeco Ryans     | DC      | San Francisco 49ers |
| AP Jogador Novato de Ataque do Ano | Garrett Wilson   | WR      | New York Jets       |
| AP Jogador Novato de Defesa do Ano | Sauce Gardner    | CB      | New York Jets       |
| AP Comeback Player of the Year     | Geno Smith       | QB      | Seattle Seahawks    |
| Pepsi Novato do Ano                | Aidan Hutchinson | DE      | Detroit Lions       |
| Walter Payton NFL Man of the Year  | Dak Prescott     | QB      | Dallas Cowboys      |
| PFWA NFL Executivo do Ano          | Howie Roseman    | GM      | Philadelphia Eagles |
| MVP do Super Bowl                  | Patrick Mahomes  | QB      | Kansas City Chiefs  |

### Time All-Pro
| Ataque | Ataque                                                                     |
| ------ | -------------------------------------------------------------------------- |
| QB     | Patrick Mahomes (Kansas City)                                              |
| RB     | Josh Jacobs (Las Vegas)                                                    |
| WR     | Justin Jefferson (Minnesota) Davante Adams (Las Vegas) Tyreek Hill (Miami) |
| TE     | Travis Kelce (Kansas City)                                                 |
| LT     | Trent Williams (San Francisco)                                             |
| LG     | Joel Bitonio (Cleveland)                                                   |
| C      | Jason Kelce (Philadelphia)                                                 |
| RG     | Zack Martin (Dallas)                                                       |
| RT     | Lane Johnson (Philadelphia)                                                |

| Defesa | Defesa                                                                     |
| ------ | -------------------------------------------------------------------------- |
| DE     | Nick Bosa (San Francisco) Micah Parsons (Dallas)                           |
| DT     | Quinnen Williams (New York Jets) Chris Jones (Kansas City)                 |
| LB     | Fred Warner (San Francisco) Roquan Smith (Baltimore) Matt Milano (Buffalo) |
| CB     | Patrick Surtain II (Denver) Sauce Gardner (New York Jets)                  |
| S      | Minkah Fitzpatrick (Pittsburgh) Talanoa Hufanga (San Francisco)            |

| K  | Daniel Carlson (Las Vegas)   |
| P  | Tommy Townsend (Kansas City) |
| KR | Keisean Nixon (Green Bay)    |
| PR | Marcus Jones (New England)   |
| ST | Jeremy Reaves (Washington)   |
| LS | Andrew DePaola (Minnesota)   |

### Jogador da semana/mês
| Semana/ Mês      | Ataque Jogador da Semana/Mês            | Ataque Jogador da Semana/Mês           | Defesa Jogador da Semana/Mês          | Defesa Jogador da Semana/Mês           | Time de especialistas Jogador da Semana/Mês | Time de especialistas Jogador da Semana/Mês |
| Semana/ Mês      | AFC                                     | NFC                                    | AFC                                   | NFC                                    | AFC                                         | NFC                                         |
| ---------------- | --------------------------------------- | -------------------------------------- | ------------------------------------- | -------------------------------------- | ------------------------------------------- | ------------------------------------------- |
| 1                | Patrick Mahomes QB (Kansas City)        | Saquon Barkley RB (New York Giants)    | Minkah Fitzpatrick S (Pittsburgh)     | Uchenna Nwosu LB (Seattle)             | Cade York K (Cleveland)                     | Zech McPhearson CB (Philadelphia)           |
| 2                | Tua Tagovailoa QB (Miami)               | Amon-Ra St. Brown WR (Detroit)         | Jaylen Watson CB (Kansas City)        | Darius Slay CB (Philadelphia)          | Braden Mann P (New York Jets)               | Graham Gano K (New York Giants)             |
| 3                | Trevor Lawrence QB (Jacksonville)       | Cordarrelle Patterson RB (Atlanta)     | Trey Hendrickson DE (Cincinnati)      | Brandon Graham DE (Philadelphia)       | Corliss Waitman P (Denver)                  | Pat O'Donnell P (Green Bay)                 |
| Setembro         | Lamar Jackson QB (Baltimore)            | Jalen Hurts QB (Philadelphia)          | Melvin Ingram LB (Miami)              | Devin White LB (Tampa Bay)             | Tommy Townsend P (Kansas City)              | Mitch Wishnowsky P (San Francisco)          |
| 4                | Patrick Mahomes QB (Kansas City)        | Geno Smith QB (Seattle)                | Jordan Poyer S (Buffalo)              | Haason Reddick LB (Philadelphia)       | Evan McPherson K (Cincinnati)               | Greg Joseph K (Minnesota)                   |
| 5                | Josh Allen QB (Buffalo)                 | Taysom Hill TE (New Orleans)           | Matthew Judon LB (New England)        | Micah Parsons LB (Dallas)              | Chase McLaughlin K (Indianapolis)           | Cameron Dicker K (Philadelphia)             |
| 6                | Josh Allen QB (Buffalo)                 | Marcus Mariota QB (Atlanta)            | Quinnen Williams DT (New York Jets)   | Tariq Woolen CB (Seattle)              | Dustin Hopkins K (Los Angeles Chargers)     | Ryan Wright P (Minnesota)                   |
| 7                | Joe Burrow QB (Cincinnati)              | Daniel Jones QB (New York Giants)      | Sauce Gardner CB (New York Jets)      | Marco Wilson CB (Arizona)              | Randy Bullock K (Tennessee)                 | Cairo Santos K (Chicago)                    |
| 8                | Derrick Henry RB (Tennessee)            | Christian McCaffrey RB (San Francisco) | Dre'Mont Jones DE (Denver)            | Za'Darius Smith LB (Minnesota)         | Nick Folk K (New England)                   | Will Dissly TE (Seattle)                    |
| Outubro          | Derrick Henry RB (Tennessee)            | Geno Smith QB (Seattle)                | Quinnen Williams DT (New York Jets)   | Za'Darius Smith LB (Minnesota)         | Ryan Stonehouse P (Tennessee)               | Tress Way P (Washington)                    |
| 9                | Joe Mixon RB (Cincinnati)               | Justin Fields QB (Chicago)             | Justin Houston LB (Baltimore)         | Kerby Joseph CB (Detroit)              | Cameron Dicker K (Los Angeles Chargers)     | Jake Camarda P (Tampa Bay)                  |
| 10               | Jonathan Taylor RB (Indianapolis)       | Justin Jefferson WR (Minnesota)        | Alex Highsmith LB (Pittsburgh)        | Devin White LB (Tampa Bay)             | Ryan Stonehouse P (Tennessee)               | Joey Slye K (Washington)                    |
| 11               | Travis Kelce TE (Kansas City)           | Tony Pollard RB (Dallas)               | Matt Milano LB (Buffalo)              | Aidan Hutchinson DE (Detroit)          | Marcus Jones PR (New England)               | Cordarrelle Patterson KR (Atlanta)          |
| 12               | Josh Jacobs RB (Las Vegas)              | Jalen Hurts QB (Philadelphia)          | Ed Oliver DT (Buffalo)                | Brian Burns DE (Carolina)              | J. K. Scott P (Los Angeles Chargers)        | Kene Nwangwu RB (Minnesota)                 |
| Novembro         | Patrick Mahomes QB (Kansas City)        | Justin Jefferson WR (Minnesota)        | Derwin James S (Los Angeles Chargers) | Nick Bosa DE (San Francisco)           | Tyler Bass K (Buffalo)                      | Joey Slye K (Washington)                    |
| 13               | Joe Burrow QB (Cincinnati)              | Jalen Hurts QB (Philadelphia)          | Chandler Jones DE (Las Vegas)         | Nick Bosa DE (San Francisco)           | Donovan Peoples-Jones WR (Cleveland)        | Michael Badgley K (Detroit)                 |
| 14               | Trevor Lawrence QB (Jacksonville)       | Baker Mayfield QB (Los Angeles Rams)   | Josh Uche LB (New England)            | Brandon Graham DE (Philadelphia)       | Calais Campbell DE (Baltimore)              | Eddy Piñeiro K (Carolina)                   |
| 15               | Josh Allen QB (Buffalo)                 | Kirk Cousins QB (Minnesota)            | Rayshawn Jenkins S (Jacksonville)     | Kayvon Thibodeaux LB (New York Giants) | Tommy Townsend P (Kansas City)              | Kalif Raymond WR (Detroit)                  |
| 16               | Joe Burrow QB (Cincinnati)              | D'Onta Foreman RB (Carolina)           | Cameron Heyward DT (Pittsburgh)       | Nick Bosa DE (San Francisco)           | Riley Patterson K (Jacksonville)            | Greg Joseph K (Minnesota)                   |
| 17               | Austin Ekeler RB (Los Angeles Chargers) | Mike Evans WR (Tampa Bay)              | Kyle Dugger SS (New England)          | Cameron Jordan DE (New Orleans)        | Corey Bojorquez P (Cleveland)               | Keisean Nixon CB (Green Bay)                |
| 18               | Jerry Jeudy WR (Denver)                 | Jamaal Williams RB (Detroit)           | Josh Allen OLB (Jacksonville)         | Quandre Diggs S (Seattle)              | Nyheim Hines RB (Buffalo)                   | Jake Elliott K (Philadelphia)               |
| Dezembro/Janeiro | Jerick McKinnon RB (Chiefs)             | Christian McCaffrey RB (San Francisco) | Roquan Smith LB (Baltimore)           | Haason Reddick LB (Eagles)             | Cameron Dicker K (Los Angeles Chargers)     | Younghoe Koo K (Atlanta)                    |

| Semana | FedEx Air Jogador da Semana   | FedEx Ground Jogador da Semana      | Pepsi Zero Sugar Novato da Semana |
| ------ | ----------------------------- | ----------------------------------- | --------------------------------- |
| 1      | Patrick Mahomes (Kansas City) | Jonathan Taylor (Indianapolis)      | Jahan Dotson WR (Washington)      |
| 2      | Tua Tagovailoa (Miami)        | Aaron Jones (Green Bay)             | Garrett Wilson WR (New York Jets) |
| 3      | Jalen Hurts (Philadelphia)    | Khalil Herbert (Chicago)            | Romeo Doubs WR (Green Bay)        |
| 4      | Jared Goff (Detroit)          | Rashaad Penny (Seattle)             | Breece Hall RB (New York Jets)    |
| 5      | Josh Allen (Buffalo)          | Taysom Hill (New Orleans)           | Sauce Gardner CB (New York Jets)  |
| 6      | Joe Burrow (Cincinnati)       | Breece Hall (New York Jets)         | Breece Hall RB (New York Jets)    |
| 7      | Joe Burrow (Cincinnati)       | Kenneth Walker III (Seattle)        | Sauce Gardner CB (New York Jets)  |
| 8      | Tua Tagovailoa (Miami)        | Tony Pollard (Dallas)               | Garrett Wilson WR (New York Jets) |
| 9      | Tua Tagovailoa (Miami)        | Joe Mixon (Cincinnati)              | Sauce Gardner CB (New York Jets)  |
| 10     | Tua Tagovailoa (Miami)        | Justin Fields (Chicago)             | Christian Watson WR (Green Bay)   |
| 11     | Joe Burrow (Cincinnati)       | Jamaal Williams (Detroit)           | Aidan Hutchinson DE (Detroit)     |
| 12     | Mike White (New York Jets)    | Josh Jacobs (Las Vegas)             | Garrett Wilson WR (New York Jets) |
| 13     | Jalen Hurts (Philadelphia)    | Josh Jacobs (Las Vegas)             | Garrett Wilson WR (New York Jets) |
| 14     | Jared Goff (Detroit)          | Christian McCaffrey (San Francisco) | Bam Knight RB (New York Jets)     |
| 15     | Kirk Cousins (Minnesota)      | Rhamondre Stevenson (New England)   | Jahan Dotson WR (Washington)      |
| 16     | Dak Prescott (Dallas)         | Cam Akers (Los Angeles Rams)        | Brock Purdy QB (San Francisco)    |
| 17     | Tom Brady (Tampa Bay)         | Jamaal Williams (Detroit)           | James Houston LB (Detroit)        |
| 18     | Josh Allen (Buffalo)          | Kenneth Walker III (Seattle)        | Brock Purdy QB (San Francisco)    |

| Mês              | Novato do Mês                   | Novato do Mês                 |
| Mês              | Ataque                          | Defesa                        |
| ---------------- | ------------------------------- | ----------------------------- |
| Setembro         | Chris Olave WR (New Orleans)    | Devin Lloyd LB (Jacksonville) |
| Outubro          | Kenneth Walker III RB (Seattle) | Tariq Woolen CB (Seattle)     |
| Novembro         | Christian Watson WR (Green Bay) | Aidan Hutchinson DE (Detroit) |
| Dezembro/Janeiro | Brock Purdy QB (San Francisco)  | Aidan Hutchinson DE (Detroit) |